# Touw en blok

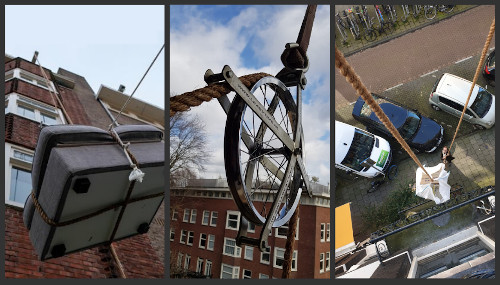
Touw & Blok

Een touw en blok is de combinatie van hijstouw en katrol (takel).
Dit hijsgereedschap wordt vooral gebruikt om huisraad en dergelijke omhoog of omlaag te takelen, met name in de Nederlandse stad Amsterdam, waar zo'n 50.000 panden nog steeds van een hijsbalk zijn voorzien.
blokEen touw en blok set is doorgaans uitgerust met een enkelvoudig blok. Eigenlijk is het niet meer dan een fietswiel in een frame. Door de enkelvoudige uitvoering van het blok is de overbrenging 1:1.
touwVeelal wordt een driestrengs manilla touw van 40 meter gebruikt. Het einde van het touw is doorgaans uitgevoerd met een (veiligheids)haak.
Het touw wordt gebruikt om voorwerpen vast te binden, om die vervolgens op te hijsen (takelen).
hijsbalkEen hijsbalk (ook hanenbalk of haanhout genoemd) is een balk die bovenaan de woning (het pand) uitsteekt. Aan deze balk is een haak bevestigd, hieraan kan het blok worden opgehangen.

## Trivia
Er gaan verhalen rond dat veel Amsterdamse gevels scheef staan om het gebruik van een touw en blok mogelijk te maken. Op het eerste oog lijken veel panden verzakt, maar volgens zeggen leunen deze bewust naar voren. Deze naar voren hellende gevels worden ook wel gevels op vlucht genoemd. Of het hiervoor bedoeld is of niet, het maakt het takelen een stuk gemakkelijker.

## Foto's

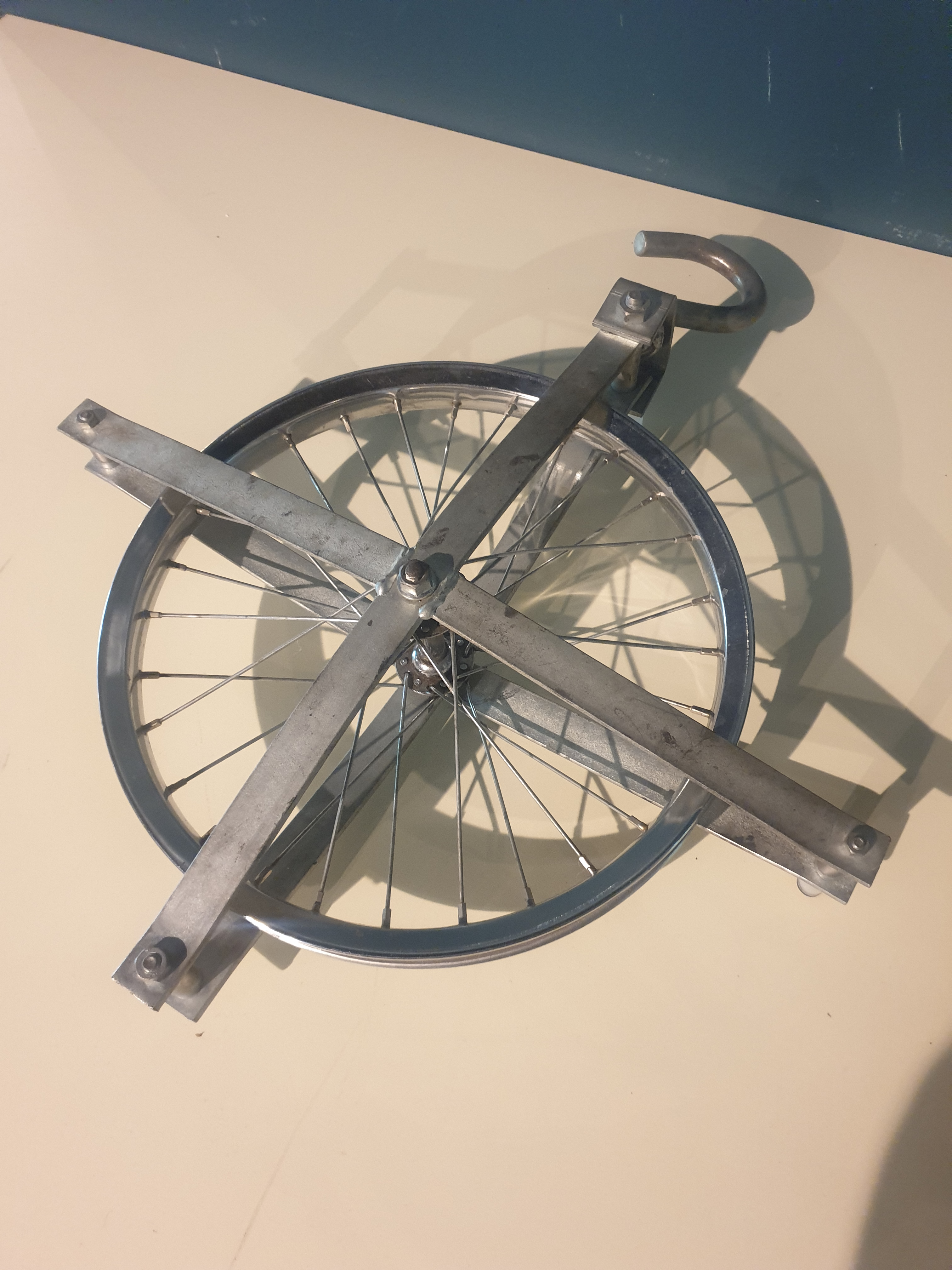
het blok
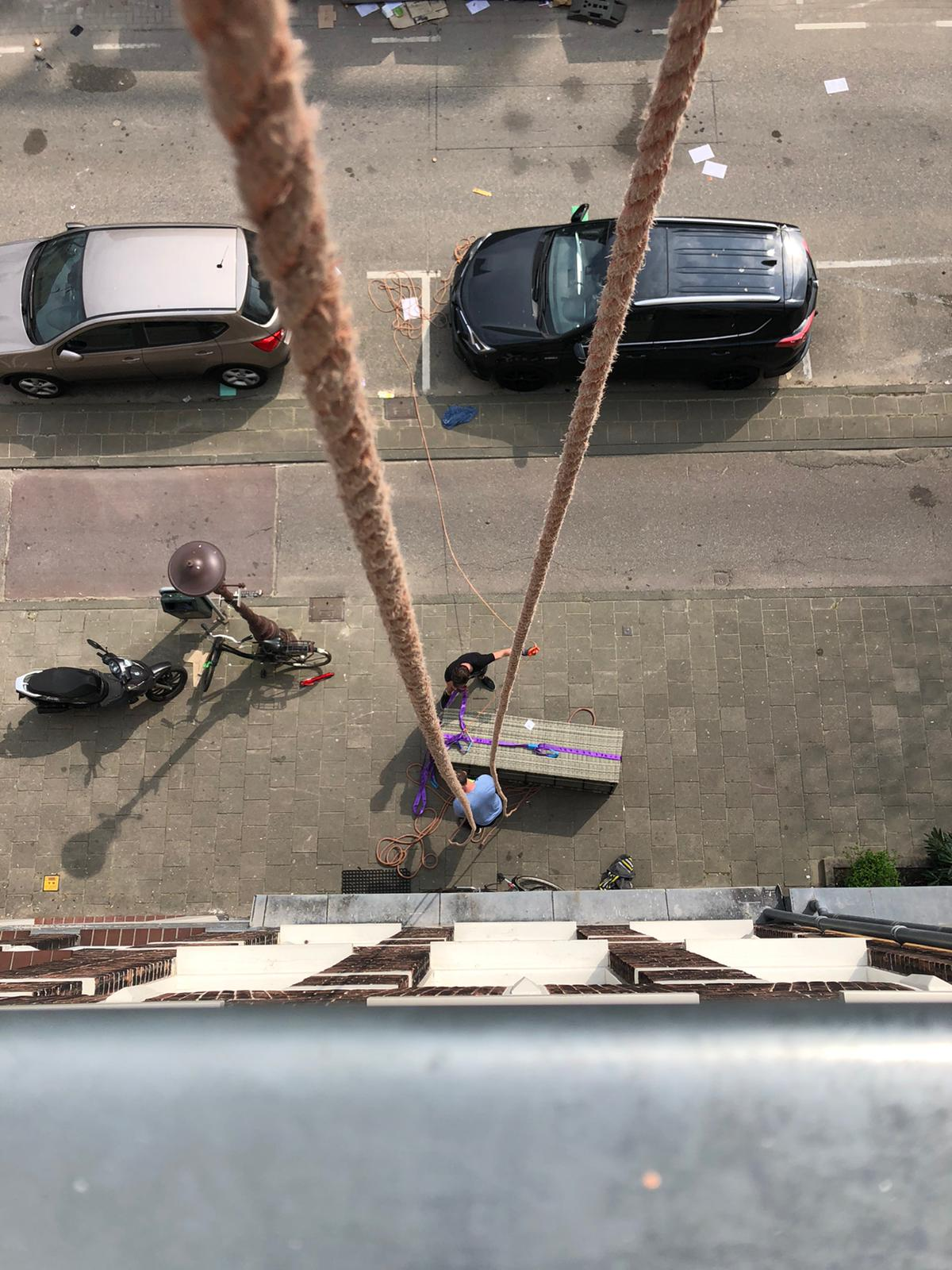
het touw
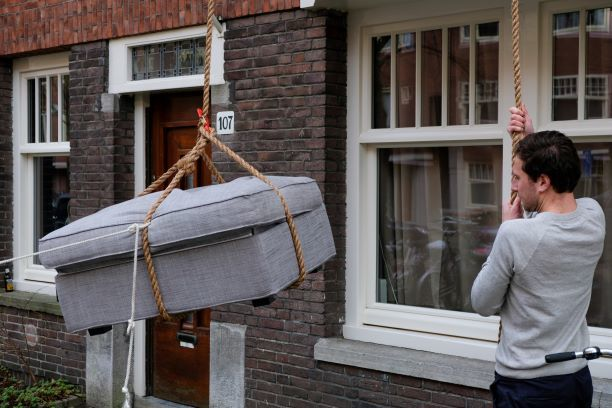
takelen
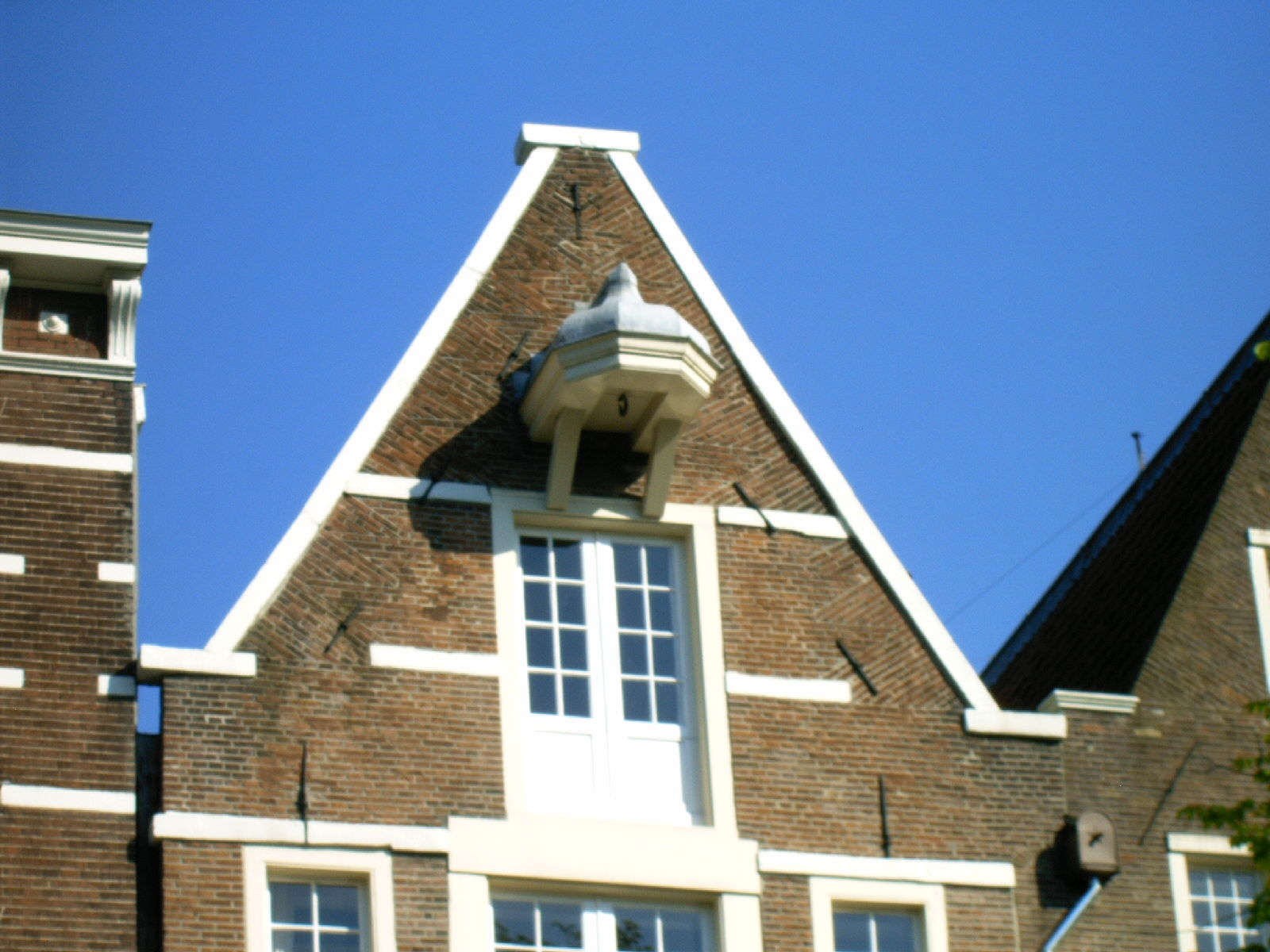
hijsbalk